# Pedro Eustache
Répertoire
Musique classique
Musique de film
Musiques du monde
Pedro Eustache, né le 18 août 1959 à Caracas, est un compositeur et musicien multi-instrumentiste, mais principalement flûtiste vénézuélien.
Il est en particulier connu pour ses participations multiples à l'œuvre orchestrale de Hans Zimmer, aussi bien dans les bandes originales que dans les concerts et tournées.

## Jeunesse et formation
Pedro Eustache est diplômé de flûte traversière classique dans deux conservatoires français, notamment sous la direction d'Alain Marion, Raymond Guiot et Pierre-Yves Artaud et a ensuite poursuivi sa formation avec le flûtiste suisse Aurèle Nicolet ; il est également titulaire d'un Master of Fine Arts en interprétation jazz du California Institute of the Arts avec James Newton et Charlie Haden,,.
Il a ensuite étudié les musiques du monde avec plusieurs spécialistes, notamment la musique hindoustanie avec Ravi Shankar et Hariprasad Chaurasia, le duduk arménien avec Djivan Gasparian, le ney arabe avec Nabil Abdmouleh ou le didjeridoo avec David Hudson (en).

### Vie privée
Il est naturalisé citoyen américain.
Il possède une collection de six cents instruments de musique, dont un grand nombre qu'il a lui-même fabriqués.

## Carrière

### Musique de films
Pedro Eustache est particulièrement renommé pour sa collaboration à plus de cent cinquante musiques de film, notamment La Passion du Christ, Indiana Jones et le Royaume du crâne de cristal, au moins trois épisodes de la série Pirates des Caraïbes, tous les épisodes de Kung Fu Panda, les trois premiers épisodes de L'Âge de glace, Dragons, Pacific Rim. Il a plus particulièrement collaboré de manière quasiment systématique aux œuvres composées par Hans Zimmer.
Il est également concepteur d'instruments de musique, comme pour le film Dune où il a créé spécialement un cor de vingt-et-un pieds ainsi qu'un « duduk contrebasse ». Ses instruments de musique sont parfois conçus à partir de matériaux très imprévus, comme des pots de fleurs ou des œufs d'autruche.

### Autres collaborations
Il joue également comme soliste avec différents orchestres, par exemple le philharmonique de Los Angeles, l'orchestre symphonique Simón Bolívar, l'orchestre de l'Académie nationale Sainte-Cécile, le Royal Philharmonic ou l'Orchestre symphonique de Cordoue.
Il accompagne aussi des musiciens solistes pour des enregistrements ou des concerts, notamment Paul McCartney, James Newton Howard, Gustavo Dudamel, Alex Acuña, Yanni, Anoushka Shankar, John Debney, John Powell, Ramin Djawadi, Herb Alpert, Michael Giacchino, John Williams, Heitor Pereira, Alexandre Desplat, Danny Elfman, Thomas Newman ou Shakira,.

### Composition
Pedro eustache est également compositeur. Le 8 février 2009, Gustavo Dudamel et l'orchestre symphonique Simón Bolívar créent ainsi son œuvre Suite Concertante for World Woodwinds & Orchestra à Caracas. Lors de cette première, Pedro Eustache affirme que sa plus importante influence est la musique de Jean-Sébastien Bach, « inspiré par l'amour de Dieu pour créer tout ce qu'il a écrit, [son] principal héros musical » ; de fait, cette œuvre est structurellement une fugue baroque, respectant la plupart du temps les principes du contrepoint. Mais il a également voulu mettre dans cette œuvre « quelque chose de l'Inde, quelque chose du Moyen-Orient, quelque chose de l'Europe de l'Est, et ainsi de suite », la suite concertante respectant également par exemple les principales de la bulería .

## Critiques
Le Los Angeles Times estime que Pedro Eustache est un « soliste intense et fascinant ». Durant l'édition 2022 des Game Awards, les journalistes estiment que la soirée relativement soporifique est bousculée par « l'intensité de son jeu »,.